# Willi Schneider
Wilfried „Willi“ Schneider (n. 12 martie 1963, Mediaș, Sibiu, România) este un fost sportiv german din România, fost antrenor al echipei naționale de scheleton a Canadei.

## Carieră
În anul 1998 a câștigat la St. Moritz primul său titlu de campion mondial. Un an mai târziu a câștigat la Altenberg bronz. În anul 2000 la Igls a ieșit pe locul al 5-lea. Punctul culminant al carierei lui a fost participarea la Jocurile Olimpice de iarnă din 2002 în Salt Lake City, unde scheletonul a devenit prima oară după 1948 din nou olimpic. Schneider a luat aici locul 9.
După cariera lui activă a devenit antrenorul echipei naționale canadiene. El a primit 3 medalii ca antrenor la jocurile olimpice din Torino. La bărbați, a primit aur Duff Gibson, argint a primit Jeff Pain, și la femei a primit bronz Mellisa Hollingsworth. Duff Gibson și-a încheiat cariera după jocurile olimpice, dar Schneider a rămas antrenorul echipei și după aceste jocuri olimpice. Jon Montgomery, antrenat de Schneider, a obținut medalia de aur la Jocurile Olimpice de iarnă din 2010, desfășurate la Vancouver. Din 2012 Willi Schneider a antrenat echipa Rusiei.